# Gongrijpstraat
De Gongrijpstraat is een straat in Paramaribo. Ze loopt van de Henck Arronstraat naar de Verlengde Gongrijpstraat en de Copernicusstraat.

## Achtergrond
Een vroege vermelding van de Gongrijpstraat is in 1903. De straat was tot 1917 vaak onbegaanbaar tijdens de regenperiodes. Rond die tijd werd het beheer overgenomen door het Gouvernement. In de eerste helft van de 20e eeuw en erna werd deze omgeving gezien als een achterbuurt.

## Bouwwerken
Medio 20e eeuw bevond zich er een hospitaal. Begin 21 eeuw bevinden zich in de straat onder meer het VN-Ontwikkelingsprogramma (UNDP), het Trainingscentrum Financiën en verschillende hotels.
De straat begint aan de Henck Arronstraat aan de linkerzijde van de Zinzendorf Herberg. Na een s-bocht, waarbij rechts de Stoelmanstraat geraakt wordt, is het verloop verder over de Sommelsdijkse Kreek en zijn er meerdere kruisingen en afslagen. De straat gaat halverwege over in de Verlengde Gongrijpstraat en loopt uiteindelijk uit op de Copernicusstraat.

### Monumenten
De volgende panden in de Gongrijpstraat staan op de monumentenlijst:
| Omschrijving | Bouwjaar | Adres             | Coördinaten                  | Objectnummer? | Afbeelding                    |
| ------------ | -------- | ----------------- | ---------------------------- | ------------- | ----------------------------- |
| woonhuis     |          | Gongrijpstraat 11 | 5° 49' 56" NB, 55° 9' 31" WL | CPO 064       | Meer afbeeldingen Upload foto |
| woonhuis     |          | Gongrijpstraat 14 | 5° 49' 56" NB, 55° 9' 32" WL | BPO 101       | Meer afbeeldingen Upload foto |
| woonhuis     |          | Gongrijpstraat 16 | 5° 49' 56" NB, 55° 9' 31" WL | BPO 102       | Meer afbeeldingen Upload foto |
| woonhuis     |          | Gongrijpstraat 65 | 5° 49' 56" NB, 55° 9' 31" WL | CPO 065       | Meer afbeeldingen Upload foto |